# Viburnum yunnanense
Viburnum yunnanense är en desmeknoppsväxtart som beskrevs av Alfred Rehder. Viburnum yunnanense ingår i släktet olvonsläktet, och familjen desmeknoppsväxter. Inga underarter finns listade i Catalogue of Life.